# Ноћна смена (Сунђер Боб Коцкалоне)
„Ноћна смена” (енгл. Graveyard Shift) је први део 16. епизоде друге сезоне и укупно 36. епизоде америчке анимиране телевизијске серије Сунђер Боб Коцкалоне. Епизоду су написали Даглас Лоренс, Џеј Лендер и Ден Повенмајер, а анимацију је режирао Шон Демпси. Лендер и Повенмајер су такође служили као редитељи сценарија. Епизода је заштићена ауторским правима 2001. године и емитована на Nickelodeon-у у Сједињеним Америчким Државама 6. септембра 2002. године.
У епизоди, господин Краба присиљава Лигњослава и Сунђер Боба да одраде ноћну смену. Лигњослав ускоро постаје досадно и прича Сунђер Бобу причу о Кувару Трбосеку како би га уплашио ноћне смене. Када Сунђер Боб почне да паничи, Лигњослав му каже да је прича измишљена. Међутим, касније те ноћи, догађаји из приче почињу да се дешавају.
Епизода је садржала снимак Макса Шрека у улози грофа Орлока из немачког немог филма Носферату – Симфонија ужаса (1922). Сценариста Џеј Лендер је предложио ову идеју као гег на крају епизоде, што је креатор серије Стивен Хиленбург прихватио. Пре идеје грофа Орлока, Лендер је осмислио „Подног Харија”, идеју која је касније одбачена. Епизода је по објављивању добила похвале критике.

## Радња
Лигњослав са нестрпљењем ишчекује крај радног дана у ресторану Код Кеба Крабе. Када одбије да прими поруџбину муштерије која је стигла у самом тренутку затварања, господин Краба чује њихов разговор и инспирисан је да одмах уведе ноћну смену. Ресторан остаје отворен, остављајући ентузијастичног Сунђер Боба и изнервираног Лигњослава да раде 24 сата дневно.
Огорчен због захтева свог шефа и изнервиран својим колегом, Лигњослав покушава да натера Сунђер Боба да се уплаши ноћне смене. Он му прича причу о „Кувару Трбосеку”, бившем кувару Кеба Крабе који је једне ноћи случајно себи одсекао руку, као и да га је касније ударио аутобус. Прича тврди да је Трбосек отпуштен на сахрани, а да се његов дух враћа у ресторан сваког уторка увече у потрази за осветом. Лигњослав каже да ће Трбосековом доласку претходити три сигнала: светла ће почети да се пале и гасе, телефон ће зазвонити али нико се неће јављати и, коначно, Трбосек ће доћи духом аутобуса који га је прегазио. Сунђер Боб је преплашен овом причом; иако се у почетку забавља, Лигњослав постаје изнервиран Сунђер Бобовом паником и признаје му да је измислио причу.
Касније у 3:00 ујутру, када је ресторан празан, Лигњослав постаје узнемирен паљењем и гашењем светала и звоњавом телефона, за шта Сунђер Боб сумња да је Лигњославова шала. Аутобус стиже испред Кеба Крабе (иако они обично не возе овако касно) и из њега излази прилика која одговара опису Трбосека, ужасавајући оба запослена. Испоставља се да је прилика заправо неповезана особа која жели да се пријави за посао, наводећи да је раније покушао да позове ресторан телефоном, али је прекинуо везу јер је био нервозан. Они откривају да је светла палио и гасио „Носферату”, са којим су сва тројица необјашњиво упознати.

## Гласовне улоге
| Улога                | Глумац           | Глумац (српска синхронизација) |
| -------------------- | ---------------- | ------------------------------ |
| Сунђер Боб Коцкалоне | Том Кени         | Владислава Ђорђевић            |
| Лигњослав Пипак      | Роџер Бампас     | Димитрије Стојановић           |
| Господин Краба       | Кленси Браун     | Владислава Ђорђевић            |
| Патрик Звезда        | Бил Фагербаке    | Димитрије Стојановић           |
| Ричард               | Ди Бредли Бејкер |                                |
| Тома                 | Ди Бредли Бејкер |                                |
| Харолд               | Даглас Лоренс    |                                |
| Носферату            | Макс Шрек        | нико                           |

## Продукција
Епизоду су написали Даглас Лоренс, Џеј Лендер и Ден Повенмајер, са Шоном Демпсијем као редитељем анимације. Лендер и Повенмајер су такође служили као редитељи сценарија. Епизода је првобитно емитована на Nickelodeon-у у Сједињеним Државама 6. септембра 2002. у 20:00, уз ТV-Y7 родитељски рејтинг.
Лендер је предложио да се гроф Орлок из немог филма Носферату – Симфонија ужаса (1922) појави као гег у последњој сцени. Креатор серије Стивен Хиленберг прихватио је Лендеров предлог. Лендер је рекао: „Стив би вам дао прилику да урадите ствари које би заиста биле незаборавне, ако би успели да му их продате.” Лендер је одлучио да ликови Орлока називају „Носферату” како би био препознатљивији и искористио је кадар из филма који је пронашао на интернету. Ник Џенингс је фотошопирао осмех на Орлоковом лицу да би се уверио да одговара Лендеровом коцептном цртежу. Лендер је рекао: „То је била моја беба и држао сам је за руку док је нисмо послали у иностранство у Rough Draft Studios у Јужној Кореји.” Пре Орлока, Лендер је осмислио „Подног Харија”, одбаченог лика који би се појавио на крају епизоде, где би он био тај који је палио и гасио светло.

## Пријем
„Ноћна смена” је по објављивању добила признање критике и често се наводи као једна од најбољих епизода серије. Џордан Моро, Кејти Стефан и Дејвид Вирамонтес из часописа Variety сврстали су ову епизоду као пету најбољу епизоду Сунђер Боба, посебно истакавши сцену са Носфератуом као савршеном репрезентативном за „бесмислену комедију која обожаваоце Сунђера Боба држи гладним за још”. Емили Естим са веб-сајта WeGotThisCovered.com рангирала је ову епизоду на 2. место своје листе „10 најбољих епизода Сунђер Боба Коцкалонеа”, рекавши: „Ово је још једна страшна епизода Сунђера Боба, и мени је омиљена”. Додала је: „Волим 'Ноћну смену' из безброј разлога, али углавном зато што спаја два лика серије са најбољом хемијом: Лигњослава и Сунђера Боба. Епизода је као слагалица, а Сунђер Бобово немилосрдно навијање усред вероватне пропасти је инспиративно”.
У својој рецензији за DVD Talk, Џејсон Бовберг је похвалио епизоду због њене „сабласне дивности”, наводећи да је епизода уплашила његову ћерку. Пол Мејвис из DVD Talk-a је рекао: „У виду забавног, 'страшног' (за малу децу) Сунђер Боба кога ће одрасли ценити, 'Ноћна смена' користи стару формулу приче о осветољубивом убици без главе/руку/ногу (изаберите сами), које смо сви причали као деца, и паметно их уклапа у формат приче 'Сунђер Боб на послу'”. Мејвис је додао: „Увек уживам када Роџер Бампас, гласовни глумац за Лигњослава, утихне и манипулише Сунђер Бобом, а ево једног од најбољих примера за то.” Похвалио је појављивање грофа Орлока, „нарочито када анимирају вампирово лице у шашав, вртоглав осмех”. Мајк Џексон из DVD Verdict-а је рекао да је ова епизода једна од његових „личних фаворита”.